# Marquage-recapture pour la conservation des populations
Avec l’importante perte de biodiversité actuelle, la conservation des populations devient un enjeu majeur pour le maintien de la  biodiversité. Les techniques de capture-marquage-recapture (CMR)  et les modèles mathématiques associés ont un rôle prépondérant pour la mise en place d’une politique de préservation à long terme des  populations, des communautés et des écosystèmes tout en maintenant une économie stable.
Les méthodes de CMR permettent d’estimer le nombre d'individus dans une population, et, ainsi, d'interpréter le taux de reproduction, de survie et la dynamique de cette population. Ces méthodes ont donc un intérêt important dans la biologie de la conservation puisqu'elle renseigne sur l'état d'une population et permet ainsi l'identification de populations en déclin et d'espèces en danger.
Les différentes stratégies de CMR varient selon le contexte de conservation. Par exemple, dans le cadre d'étude d'impact de la dégradation ou de la fragmentation des habitats sur une population ou encore du réchauffement climatique. Elles peuvent également se révéler être un atout contre les espèces invasives, en estimant au mieux leur dynamique, leurs risques potentiels et même de déterminer les failles par lesquelles elles pourraient être combattues.

## Méthodes de CMR

### Principe de Lincoln-Petersen
La méthode de capture-marquage-recapture est souvent utilisée pour estimer le nombre d'individus dans une population active et dissimulée, comme les truites d'un lac ou les campagnols dans un champ. En effet, il est difficile avec ce genre de population de délimiter une unité d’échantillonnage et de compter le nombre d'individus présents. La CMR est ainsi la meilleure façon d'évaluer la taille de ce genre de population, de par son principe.
Supposons une population de taille N, que l'on veut estimer, et M le nombre d'individus capturés, marqués de façon reconnaissable puis relâchés : c'est la première séance de capture. À noter que tous les individus ne sont pas forcément capturés, facteur dépendant de la détectabilité. Une seconde capture est faite après un temps t, assez court, afin d'éviter la mortalité ou les mouvements d'individus (immigration et émigration) mais assez long pour que les individus se mélangent de manière homogène avec le reste de la population. Cette capture de n individus contient un nombre m d'individus déjà marqués lors de la première séance de capture.
D'après la méthode Lincoln-Peterson, le nombre d’individus marqués lors de la recapture est égal au nombre d’individus marqués après la première capture, soit :

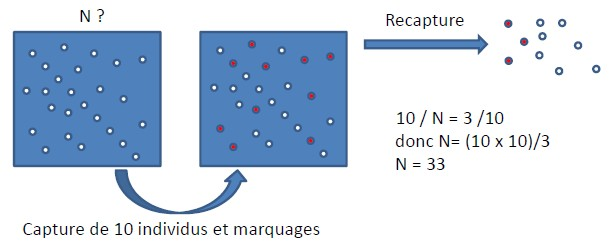
Exemple du principe de Lincoln-Petersen pour la méthode de capture-marquage-recapture

La CMR est basée sur le suivi individuel d'une partie de la population sous certaines conditions :
- Population fermée : aucun flux de population entre les deux occasions de capture c'est-à-dire aucune naissance, mort, immigration ou émigration au sein de la population. En effet, l'émigration et la mortalité pourraient supprimer des individus marqués. Tandis que, l’immigration et les naissances pourraient potentiellement amener des individus non marqués. Ces modifications auraient pour conséquence la dilution de la proportion d’individus marqués et fausserait l'estimation de N. En population fermée, cette méthode permet d'estimer la survie d'une espèce donnée.
- Connaître le cycle de vie de l'espèce afin d'évaluer la meilleure période de capture-marquage-recapture.
- La probabilité de capture doit être la même pour chaque individu : cette probabilité doit être la même pour une même occasion de capture mais également entre la première occasion et la deuxième.
- Le marquage doit être reconnaissable, tenable sur le long terme et ne doit pas altérer la probabilité de survie de l'espèce :
- Les individus relâchés, après le marquage, doivent pouvoir se mêler librement au reste de la population.

#### Méthodes de capture

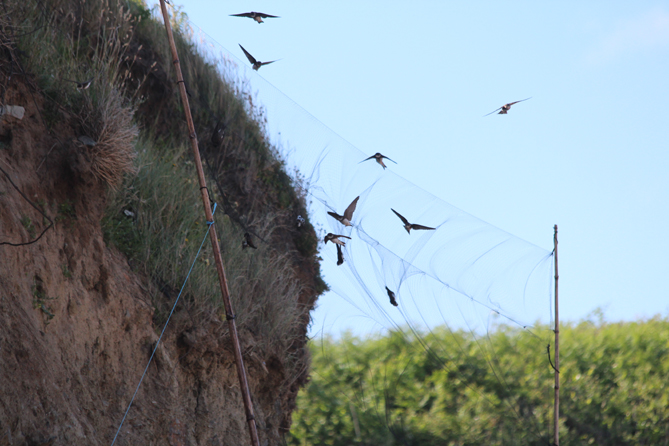
Hirondelles tournant autour du filet avant d'être capturées

Les méthodes de capture consistent à attraper l’animal à étudier de la manière la moins contraignante pour lui mais aussi la plus efficace possible afin d'estimer au mieux sa population. Les techniques expérimentales, pour capturer, dépendent de l’espèce en question et de son environnement. Il existe donc de multiples techniques de capture : du filet à oiseaux ou à papillons, aux fléchettes tranquillisantes pour certains gros mammifères, en passant par la capture à la main pour les plus fragiles.
Ces techniques doivent éviter au maximum de stresser ou de blesser l'animal ou bien à l'inverse de l'apprivoiser ce qui entraînerait une modification de la probabilité de recapture. En effet, la capture d'un animal par récompense (technique de l'appât) augmentera la probabilité de recapture puisqu'il aura tendance à se faire capturer plus facilement les fois suivantes. Inversement une technique douloureuse pour les individus les plus farouches conduira à une diminution de la probabilité de recapture car cet individu apprendra à éviter les pièges.

#### Méthodes de marquage
Il existe plusieurs types de marquages car ils doivent être adaptés pour chaque espèce pour ne pas biaiser sa probabilité de survie. Le marquage permet de différencier les individus déjà marqués des individus non marqués et d'avoir un suivi des individus tout au long de leurs vies au sein d'une population.
Liste non exhaustive de marquages : 
- Les bagues (colorées ou numérotées) pour les oiseaux[3]
- La coloration du pelage, le tatouage auriculaire ou le collier pour les mammifères
- Le marquage par amputation au niveau des phalanges chez les petits mammifères, les amphibiens[4] et les lézards
- La bague perforante ou le transpondeur passif intégré[5] chez les mammifères marins et les poissons
- Une combinaison de taches de peinture chez les insectes

### Différents modèles d'application
La CMR peut s'appliquer à différents modèles qui permettent d'estimer différents paramètres démographiques.

#### Modèle de Cormack-Jolly-Seber

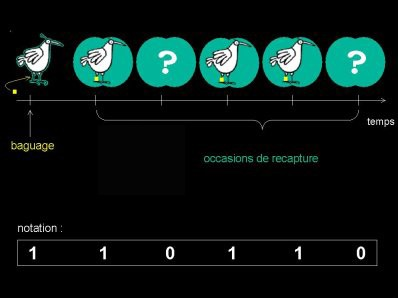
Schéma explicatif du modèle Cormack-Jolly-Seber

Ce modèle permet d'estimer le taux de survie d'une population "ouverte" c'est-à-dire avec un flux d'entrée (naissance et immigration) et de sortie (décès et émigration) des individus au sein de la population,.
Les individus marqués, lors de la première occasion de capture, seront suivis tout au long de leur vie à travers plusieurs occasions de recapture. En sachant, qu'il faut au moins deux occasions de recapture pour estimer des taux de survie. De manière générale, la probabilité du taux de survie Φi peut être estimé par la formule :
Avec, 
- Si : probabilité Si de survivre entre deux occasions de capture
- Ei : probabilité d'émigrer de l'aire étudiée

Notation : A chacune des occasions de capture, on regarde si l′individu était présent (codé "1" ) ou absent (codé "0"). Le code "0" peut signifier deux choses : soit la non-capture de l'individu, soit sa mort.

#### Modèle de Robust design
Le modèle Cormack-Jolly-Seber peut donner une estimation biaisée de l’abondance de la population et du taux d’émigration.
Pour estimer cela on utilise, en parallèle, le modèle "Robust design" qui considère la population comme étant « ouverte » entre chaque première occasion de marquage-recapture et « fermée » pendant les premières et secondes occasions de marquage-recapture.
Elle consiste en une méthode dans laquelle les échantillonnages sont séparés par de longues périodes (généralement une année) et permet de combiner des données issues de populations ouvertes et fermées.

#### Modèle Multi-états
Le modèle de CMR multi-états est un outil puissant pour traiter de la dispersion et/ou de la variabilité individuelle dans les populations d'animaux sauvages. Il est utilisé pour estimer les taux de survie dans des populations qui sont stratifiées, par exemple dans le cas de fragmentation de l'habitat. On pourra alors utiliser les données recueillies pour établir des probabilités de survie, de mouvement mais aussi de succès de reproduction. Ces probabilités pourront être testées sur des hypothèses relatives à la génétique des populations et d'écologie évolutive mais aussi sur des hypothèses sur l'histoire de vie des trade-offs et les coûts possibles de la reproduction.

## Utilité dans la conservation
La méthode de CMR, en estimant l'abondance et de la survie d'une population, peut être utilisée pour comprendre les fluctuations de cette population et ainsi mettre en place, si besoin, un plan de conservation adapté. Il existe de nombreuses circonstances dans laquelle elle est nécessaire, en voici quelques applications et exemples dans les menaces principales exercées sur la biodiversité, : 
- Estimation de la taille critique minimale d'un patch qui correspond à la zone géographique minimale permettant à une partie de la population de survivre[14].
- Estimation de la dynamique d'une population qui prend en compte différents taux de variation : croissance démographique, survie, mortalité, migration, dispersion, reproduction, sex ratio[15].
- Il est aussi possible de prendre en compte le déplacement des individus sur différents sites, en plus de leur survie individuelle, grâce aux méthodes de CMR multi-états [16]

En définitive, cette dynamique permet de préciser si une espèce est en croissance ou en déclin, ce qui en fonction des cas permettra de déterminer quelle stratégie de conservation adopter. Cette stratégie dépend de l'espèce considérée et notamment de son statut (en danger d'extinction ou au contraire invasive).

### Destruction de l'habitat et pollution

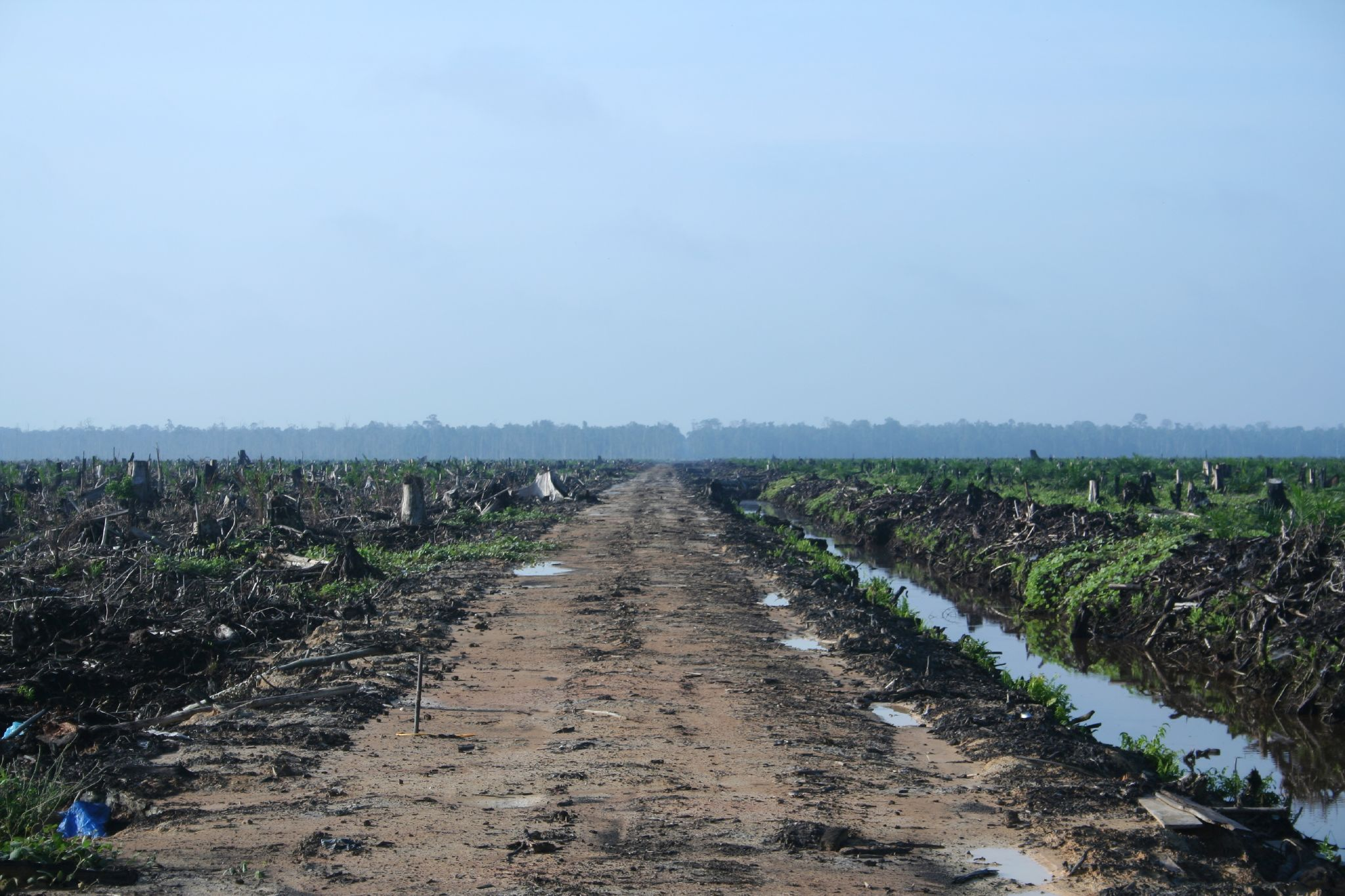
La déforestation dans la province de Riau, à Sumatra, au profit de la production d'huile de Palme

La destruction de l'habitat d'une espèce peut être naturelle (inondation, séisme, etc) ou induite par les activités de l'homme (destruction des forêts pour le bois, création de ville, etc) et entraîne la dispersion de l'espèce ou bien son extinction. Par ailleurs, les habitats ne subissant pas de destruction importante peuvent être affectés par les activités humaines et la pollution qui s'en dégage (pesticide, pollution de l'eau et de l'air).
Lorsqu'un habitat est détruit partiellement ou totalement les espèces se trouvant dans cet habitat ne trouvent plus les conditions favorables à leur survie et à leur reproduction ce qui entraîne souvent leur population vers l'extinction. Grâce à la méthode de CMR il est donc possible de déterminer le taux de survie d'une espèce donnée ou encore son taux de reproduction en estimant le nombre de jeunes dans cette population. À la suite de l'analyse de ces taux on peut ainsi en déduire si cette espèce est en déclin et nécessite la mise en place d'un programme de protection et/ou de réintroduction.
Au Canada, une étude a été réalisée pour estimer la taille de la population de Grizzli par la méthode de CMR combinée à une analyse de l'ADN. Les résultats recueillis pourront être appliqués à l'échelle de la conservation.

### Fragmentation de l'habitat

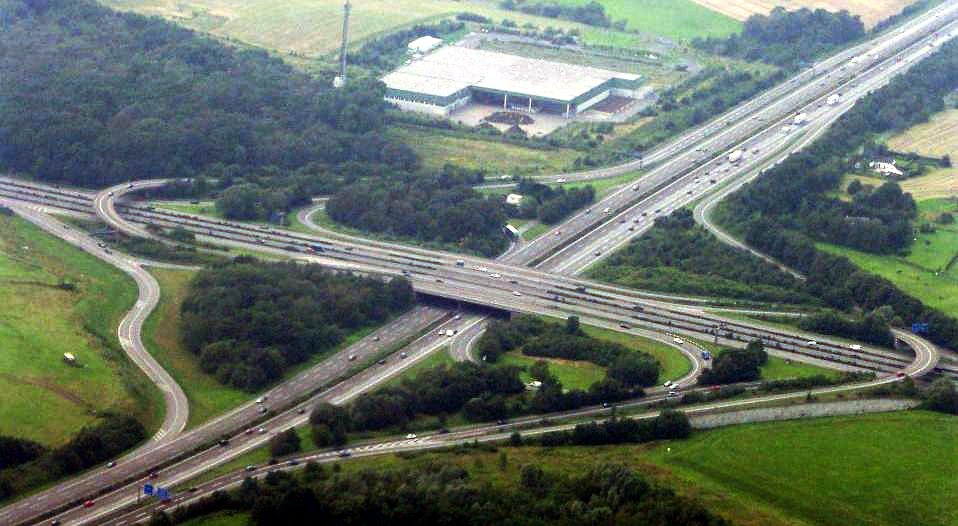
Réseau autoroutier entraînant la fragmentation écologique de l'habitat de certaines espèces

La fragmentation de l'habitat est le processus par lequel une grande surface habitable est réduite et divisée en plusieurs fragments. Ce processus est souvent observé à la suite des constructions humaines (routes, villes, champs, etc.). Les conséquences de cette fragmentation sur les populations sont multiples :
- Réduction de la surface d'habitat
- Isolement d'une ou plusieurs parties de la population
- Modifications des conditions environnementales (effet de bordure)
- Diminution du libre déplacement des animaux
- Limitation du potentiel à disperser et à coloniser de nouveaux espaces
- Accès aux ressources plus difficile
- Augmentation taux de consanguinité

Toutes ces conséquences peuvent conduire au déclin ou à extinction d'une population. La méthode de CMR permet dans ce cas d'estimer l'abondance d'une population dans plusieurs fragments donnés afin de mettre en place des corridors biologiques permettant de relier deux de ces fragments,.
La fragmentation de l'habitat est considérée comme l'une des causes du déclin des amphibiens. Certaines études ont donc examiné les taux de dispersion des grenouilles maculées de Columbia (Rana luteiventris) en utilisant une analyse de capture-recapture multi-états. Il a été constaté que les grenouilles avaient des taux exceptionnellement élevés de dispersion sur de longues distances. Ces résultats montrent que la dispersion est une caractéristique importante de l'histoire de vie de certains amphibiens et suggèrent que la fragmentation de l'habitat est une menace sérieuse pour la persistance des amphibiens.

### Réchauffement climatique
Le changement climatique est du en grande partie à l'activité humaine qui libère des gaz à effet de serre (méthane, CO2 essentiellement) qui vont réchauffer la surface de la planète : on parle d'effet de serre additionnel. Ce réchauffement climatique a de nombreuses conséquences telles que la restructuration des communautés et la modification de la répartition géographique de beaucoup d'espèces. Par ailleurs, les répercussions de ce changement telles que les inondations et la canicule conduisent à la diminution du taux de survie et de reproduction.
D'après une étude de l'impact de la canicule sur le taux de naissance dans une population d'oiseau, il a été montré que les fortes chaleurs entraînent la diminution des naissances. Ce taux a pu être déterminé par la méthode de capture-marquage-recapture sur des juvéniles.

### Espèces invasives
Le contexte de gestion des espèces invasive est un sujet très délicat et souvent mal contrôlé. La collecte de données sur la dynamique de ces espèces dans leur nouveau milieu est donc primordiale. La méthode de CMR sur les espèces endémiques envahies peut permettre d’estimer de manière indirecte la dynamique de l’espèce envahissante.
Par exemple, le ouaouaron (Rana catesbeiana) a été introduit dans le monde entier et a des effets négatifs sur la faune indigènes. Une étude a été réalisée sur la démographie de quatre populations dans le sud de l'île de Vancouver, au Canada, en utilisant des observations de terrain et les méthodes de capture-marquage-recapture pour estimer la survie, la croissance et la fécondité. L'étude de ces résultats permettra ainsi de contrôler ces espèces envahissantes.

### Limites et dérivés de la CMR

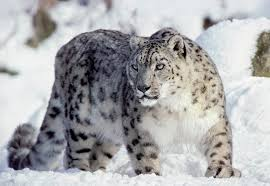
Léopard des neiges (Panthera uncia) avec une disposition de tâches de pelage propre à chaque individu.

Il existe, cependant, des cas où la méthode de CMR n'est pas envisageable seule. En effet dans la conservation des populations, certaines espèces peuvent être difficiles à trouver, et chez les espèces menacées, le marquage pourrait affecter la survie de l'individu ; sur une population restreinte, les erreurs sont irréversibles.
Par exemple, la panthère des neiges (Panthera uncia), une espèce classée en danger, est difficilement observable, de par sa faible densité et de sa capacité de se camoufler dans son habitat enneigé. La méthode de CMR est alors couplée avec des caméras infrarouges. Il s'agit de « capturer » les individus en les photographiant, d'identifier les individus en observant la disposition des tâches sur leurs pelages (« marquage ») pour mesurer leur abondance.
Pour l'ours brun (Ursus arctos) la méthode de CMR par collier émetteur est associée avec une méthode non invasive appelé "marquage génétique" qui consiste à récolter l'ADN issu de leurs matières fécales et de leurs poils présents dans leurs habitats pour estimer la population et la survie des individus marqués,.